# Dans le noir (film)
Pour les articles homonymes, voir Dans le noir et Lights Out (homonymie).
Pour plus de détails, voir Fiche technique et Distribution.
Dans le noir (Lights Out) est un film d'horreur américain coécrit et réalisé par David F. Sandberg, sorti en 2016. Le film est adapté d'un court métrage intitulé Lights Out, également écrit et réalisé par David F. Sandberg, publié sur la plateforme de vidéos YouTube en 2013. Le film a été un succès commercial et critiques, il a rapporté environ 148 800 000 dollars de recettes mondiales et a reçu des critiques favorables,,.

## Synopsis
À Los Angeles, Martin vit seul avec sa mère, Sophie, depuis que son père a été mystérieusement assassiné à son travail. Un soir, il entend de nouveau sa mère parler seule. Sortant de sa chambre, il est témoin d'un phénomène aussi surnaturel que terrifiant qui l'empêche de dormir. Il finit par se réfugier chez Rebecca, sa demi-sœur plus âgée qui a quitté la maison familiale et n'entretient aucun contact avec sa mère. Les apparitions inquiétantes se produisant sous les yeux de celle-ci et dans son appartement, elle décide de percer le mystère qui entoure leur mère et qui ne semblent faire son apparition qu'en l'absence de lumière...

## Fiche technique
- Titre original : Lights Out
- Titre français : Dans le noir
- Réalisation : David F. Sandberg
- Scénario : David F. Sandberg et Eric Heisserer, d'après le court métrage Lights Out de David F. Sandberg
- Production : Lawrence Grey, Eric Heisserer et James Wan
- Photographie : Marc Spicer
- Musique : Benjamin Wallfisch
- Société(s) de production : New Line Cinema, RatPac-Dune Entertainment, Atomic Monster et Grey Matter Productions
- Société(s) de distribution : Warner Bros. Pictures
- Pays de production :  États-Unis
- Langue originale : anglais
- Format : couleur
- Genre : Horreur, Épouvante
- Durée : 81 minutes
- Dates de sortie[5] :
  - États-Unis : 8 juin 2016 (Festival du film de Los Angeles) ; 22 juillet 2016 (nationale)
  - France : 24 août 2016
- Classification :
  -  Interdit aux moins de 12 ans lors de sa sortie en salles

## Distribution
- Teresa Palmer (VF : Karine Foviau) : Rebecca
- Gabriel Bateman (VF : Aloïs Agaesse-Mahieu) : Martin
- Maria Bello (VF : Laurence Dourlens) : Sophie
- Alexander DiPersia (VF : Eilias Changuel) : Bret
- Billy Burke (VF : Pierre Tessier) : Paul
- Andi Osho (VF : Annie Milon) : Emma
- Lotta Losten (VF : Julia Boutteville) : Esther
- Alicia Vela-Bailey (VF : Clara Soares) : Diana
- Amiah Miller : jeune Rebecca
- Emily Alyn Lind : Sophie enfant
- Maria Russel (VF : Laura Zichy) : officier Gomez

## Production
David F. Sandberg, et sa femme Lotta Losten (en), ont réalisé le court métrage original intitulé Lights Out dans le cadre d'une compétition de courts d'horreur. Bien qu'il n'ait pas remporté la compétition, le court métrage est rapidement devenu viral, conduisant Sandberg à être contacté par des agents, au point où il a dû créer un tableur pour garder une trace d'eux. L'un des contacts était Lawrence Grey qui voulait collaborer avec James Wan afin de produire une version longue. Bien que Wan ait apprécié le court métrage, il n'était pas sûr qu'il soit adaptable en un long-métrage jusqu'à ce que Sandberg produise un traitement pour la version longue.
Le déménagement à Hollywood a été un peu compliqué pour le couple, obligeant Losten à quitter son emploi. Une fois à Hollywood, ils n'étaient pas en mesure d'obtenir un appartement puisqu'ils n'avaient pas de credit score américain, les obligeant à louer un Airbnb tous les mois.
Le casting de Gabriel Bateman et Teresa Palmer s'est déroulé en juin 2015, juste avant le début du tournage,,,. Sandberg n'avait auparavant jamais travaillé avec une équipe de tournage et visité de plateau avant de réaliser Dans le noir, et demandait à l'assistant-réalisateur, « Quand est-ce que je dois dire action ? »

## Accueil

### Accueil critique
Dans le noir a reçu des avis généralement positifs,. L'agrégateur critiques Rotten Tomatoes a donné au film une note d'approbation de 76 %, basée sur 148 critiques, avec une moyenne pondérée de 6.3/10. Sur Metacritic, le film a reçu un score de 58 sur 100, basé sur 33 critiques. En France, le film reçut des critiques plutôt mitigées, sur Allociné, il reçut une note de 2.7/5, basée sur 18 critiques de la part de la presse et une note de 3,3/5 basée sur 240 critiques de la part des spectateurs,.
- Parmi les critiques positives, Caroline Vié de 20 Minutes exprime son enthousiasme envers le film : « David F. Sandberg fait revivre au spectateur ses terreurs enfantines dans l’adaptation de son court-métrage culte qui a terrifié la Toile en 2013 »[14].
- En revanche, Guillaume Tion de Libération exprime sa déception envers le film : « Le film est plombé par un scénario malingre, des coupes criantes et un message inutile (tuer plutôt que soigner). De quoi faire peur en effet »[15].

### Box-office
Dans le noir a rapporté 9,2 millions de $ lors de son premier jour d'exploitation. Le film a dépassé ses attentes en rapportant 21,7 millions de $ lors de son premier weekend d'exploitation en Amérique du Nord,. À l'international, le film a rapporté 8,5 millions de $ lors de son premier weekend. Le film a bénéficié de sortir dans le sillage du succès mondial de Conjuring 2 : Le Cas Enfield. Ses autres meilleurs démarrages ont été enregistrés en Corée du Sud (3,9 millions de $), en France (1,5 million de $), au Royaume-Uni (1,4 million de $) et en Espagne (1,1 million de $),. Le film est un succès commercial au box-office, remboursant son budget de 4 900 000 $, en rapportant 148 868 835 $ de recettes mondiales et 67 268 835 $ de recettes aux États-Unis et au Canada. En France, il a fait 692 234 entrées.
| Pays ou région    | Box-office      | Date d'arrêt du box-office | Nombre de semaines |
| ----------------- | --------------- | -------------------------- | ------------------ |
| États-Unis Canada | 67 268 835 $    | 29 septembre 2016          | 10                 |
| France            | 692 234 entrées | 1er novembre 2016          | 10                 |
| Monde             | 148 868 835 $   | 11 décembre 2016           | ?                  |

## Autour du film

### Suite
En juillet 2016, il a été annoncé par New Line Cinema et Warner Bros. Pictures que le film aura une suite. Eric Heisserer reviendra pour écrire le scénario et David F. Sandberg reviendra pour réaliser le film. Quant à James Wan et Lawrence Grey, ils reviendront pour produire le film.